# Société de gestion des déchets et de la salubrité du Grand Nokoué
La Société de gestion des déchets et de la salubrité du Grand Nokoué (en abrégé SGDS-GN SA) est une société anonyme unipersonnelle, sans recours public à l’épargne créée en 2018 par l'État béninois, qui est son actionnaire unique. Placéé sous la tutelle du ministère du cadre de vie et du développement durable, elle est chargée principalement du ramassage des ordures et du traitement qui est fait de ces déchets solides.

## Mission
Conformément au compte rendu du conseil des ministres du 26 août 2020, la SGDS-GN SA a pour objet social, la gestion des déchets ménagers dans le Grand Nokoué, à travers notamment  : 
- la pré-collecte et la collecte ;
- l’aménagement et l’exploitation des lieux d’enfouissement sanitaire des localités de Ouèssè et de Takon ;
- la salubrité dans toutes ses composantes ;
- le suivi, le contrôle informatisé de l’ensemble des prestations à réaliser de même que la mise en place d’un support informatique de cartographie et de gestion dynamique de toutes les données spatiales et géographiques de la filière ; et
- la réorganisation du cadre institutionnel, l’instauration d’un mécanisme de participation des acteurs, l’information, l’éducation ainsi que la sensibilisation de la population à travers un plan d’information.

## Organisation et fonctionnement
Régie par les lois et règlement en vigueur en au Bénin, notamment l’acte uniforme de l’OHADA relatif au droit des sociétés commerciales et du groupement d’intérêt économique, la Sgds-Gn est dotée d'un conseil d’administration, d'un président du conseil d’administration et d'un directeur général.
Le 20 janvier 2021, le conseil d’administration a été officiellement installé par le gouvernement pour un mandat de trois ans. Il s'agit de cinq maires des cinq communes du Grand Nokoué dont Luc Atrokpo, maire de Cotonou, Charlemagne Yankoty, maire de Porto-Novo, Angelo Ahouandjinou, maire d’Abomey-Calavi, Christian Houétchénou, maire de Ouidah, et Jonas Gbénamèto, maire de Sèmè-Podji. Présidé par Olga Prince Dagnon, représentante du ministère du cadre de vie et du développement durable, ce conseil d’administration a également comme membres un représentant du président de la République, un représentant du ministère de l’Economie et des finances, un représentant du ministère du Plan et du développement, un représentant du ministère chargé de la santé et un représentant du ministère de la Décentralisation.

## Infrastructures et matériels
En 2021 le gouvernement dote la SGDS 8 milliards FCFA pour lui permettre d'acquérir des équipements dont 30 camions BOM (bennes à ordures ménagères), 50 camions Ampliroll et 12 remorques en dehors des 159 caissons de 15 m3 et  53 caissons de 30 m3 déjà réceptionnés.